# 여성해
여성해(呂成海, 1987년 8월 6일 ~ )는 대한민국의 축구 선수이며 포지션은 수비수이다.

## 클럽 경력
K리그 2010 시즌을 앞두고 열린 드래프트에 참가하여 경남 FC의 번외지명을 받았으나 이를 거부하고 일본 사간 도스에 입단하였다. 데뷔 시즌부터 주전 센터백으로 활약하며 팀의 J1리그 승격에 공헌하였다.
2014년 7월 초 병역 의무 이행을 위해 국내 복귀를 추진하였고, 프로축구연맹 규정에 따라 2010년 드래프트 당시 본인을 지명한 경남으로 이적하였다. 2014 시즌 종료 후 군 복무를 위해 상주 상무에 입단하였다.
2019시즌 여름 이적시장에서 인천 유나이티드로 임대 이적했다.
2019시즌 종료 후 경남 FC와의 계약을 해지했으며 타이 리그1의 랏차부리 미트르 폴로 이적했다.

## 수상

### 클럽

#### 상주 상무
- K리그 챌린지
  - 우승 1회 : 2015